# AMD Athlon 64
Athlon 64是美國AMD公司的64位微處理器型號之一，它支援AMD64架構，用於針對個人客戶的64位處理器市場。早期AMD K8開發計劃中，K8代號為Hammer，並使用與IBM共同開發的SOI（絕緣上覆矽）技術。
Athlon 64分為64、FX及X2三個版本，當中以Athlon 64-FX的效能為最高，與Opteron相似。Athlon 64除支援AMD64外，還兼容16位和32位的x86平台。
此外，Athlon 64有一種名為Cool'n'Quiet的技術，當用户執行一些對處理器負荷較少的程式時，處理器的速度和電壓相應降低，從而達到省電的效果。
Athlon 64使用HyperTransport总线技术，从而提高效能。
Socket754的Athlon 64大多为ClawHammer核心，封装为mPGA。内置单通道DDR400内存控制器。
Socket939的Athlon 64大多为Winchester核心，封装为mPGA。功耗较ClawHammer核心小。内置双通道DDR400内存控制器。
Socket940的FX－51为SledgeHammer核心；FX－53、FX－55为ClawHammer核心；FX-57則為San Diego核心。封装为CuPGA。内置双通道DDR400内存控制器。支持ECC校检。

## 插座
Athlon 64處理器使用以下的插座。
- Socket 754
- Socket 939

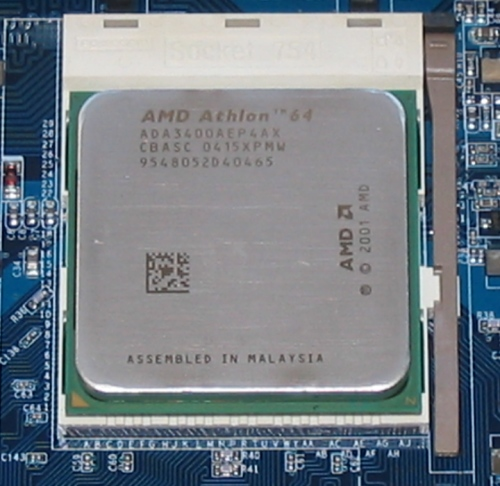
Socket 754插座上的Athlon 64 3400+處理器

- Socket 940 (FX51、FX53)
- Socket F（FX70或以上）
- Socket AM2
- Socket AM2+（Phenom）它們都是採用HyperTransport技术来实现处理器与其他设备的连接。

在A64於2003年9月問世時，僅S754及S940（Opteron用）兩款插座可供用家選擇，而當時的記憶體控制器，在A64剛推出時並未支援在雙通道狀態下，執行未經緩衝的記憶體，S754版的A64在這個時候推出，正好彌補了這個不足。另外，AMD也推出非多處理器版本的Opteron，稱為Athlon 64 FX，它使用S940插座，其倍頻沒有鎖定，特別為愛好超頻的高階用者而設計，與Intel的Pentium 4 Extreme Edition競爭。
2004年6月，AMD推出S939插座，給新型號的A64使用，並把S754降格給較慢的A64及Sempron，以取代Socket A，而S940則供伺服器用的Opteron使用。S939支援雙通道記憶體。
2006年5月，AMD發行Socket AM2版本的處理器，這款插座支持DDR2記憶體。
2008年，AMD發行Socket AM2+版本的處理器，這款插座支援Phenom處理器和HyperTransport 3.0協定。

## 核心

### ClawHammer (130 nm SOI)
- 處理器步進：C0, CG
- 一級緩存：64 + 64 KB
- 二級緩存：1024 KB，全速
- 指令集：MMX，Extended 3DNow!，SSE，SSE2，AMD64，Cool'n'Quiet，NX Bit (only CG)
- 插座
  - Socket 754，800 MHz HyperTransport (HT800)
  - Socket 939，1000 MHz HyperTransport (HT1000)
- 核心電壓 VCore: 1.50 V
- 功耗 (TDP)：最大 89 W
- 首次發表：2003年9月23日
- 時脈：2000 - 2600 MHz

### Newcastle (130 nm SOI)
- 處理器步進：CG
- 一級緩存：64 + 64 KB
- 二級緩存：512 KB，全速
- 指令集：MMX，Extended 3DNow!，SSE，SSE2，AMD64，Cool'n'Quiet，NX Bit (only CG)
- 插座
  - Socket 754，800 MHz HyperTransport (HT800)
  - Socket 939，1000 MHz HyperTransport (HT1000)
- 核心電壓 VCore: 1.50 V
- 功耗 (TDP)：最大 89 W
- 首次發表：2004年
- 時脈：1800 - 2400 MHz

### Winchester (90 nm SOI)
- 處理器步進：D0
- 一級緩存：64 + 64 KB
- 二級緩存：512 KB，全速
- 指令集：MMX，Extended 3DNow!，SSE，SSE2，AMD64，Cool'n'Quiet，NX Bit
- 插座：Socket 939，1000 MHz HyperTransport (HT1000)
- 核心電壓 VCore: 1.40 V
- 功耗 (TDP)：最大 67 W
- 首次發表：2004年
- 時脈：1800 - 2200 MHz

### Venice (90 nm SOI)
- 處理器步進：E3, E6
- 一級緩存：64 + 64 KB
- 二級緩存：512 KB，全速
- 指令集：MMX，Extended 3DNow!，SSE，SSE2，SSE3，AMD64，Cool'n'Quiet，NX Bit
- 插座：
  - Socket 754, 800 MHz HyperTransport (HT800)
  - Socket 939，1000 MHz HyperTransport (HT1000)
- 核心電壓 VCore: 1.35 / 1.40 V
- 功耗 (TDP)：最大 67 W
- 首次發表：2005年4月4日
- 時脈：1800 - 2400 MHz

### San Diego (90 nm SOI)
- 處理器步進：E4, E6
- 一級緩存：64 + 64 KB
- 二級緩存：1024 KB，全速
- 指令集：MMX，Extended 3DNow!，SSE，SSE2，SSE3，AMD64，Cool'n'Quiet，NX Bit
- 插座：Socket 939，1000 MHz HyperTransport (HT1000)
- 核心電壓 VCore: 1.35 / 1.40 V
- 功耗 (TDP)：最大 67 W
- 首次發表：2005年4月15日
- 時脈：2200 - 2800 MHz

### Orleans (90 nm SOI)
- 處理器步進：F2, F3
- 一級緩存：64 + 64 KB
- 二級緩存：512 KB，全速
- 指令集：MMX，Extended 3DNow!，SSE，SSE2，SSE3，AMD64，Cool'n'Quiet，NX Bit，Pacifica
- 插座：Socket AM2，2000 MHz HyperTransport (HT2000)
- 核心電壓 VCore: 1.20 / 1.25 / 1.35 / 1.40 V
- 功耗 (TDP)：最大 62 W 最少 35 W
- 首次發表：2006年5月23日
- 時脈：1800 - 2600 MHz

### Lima (65 nm SOI)
- 處理器步進：G1、G2
- 一級緩存：64 + 64 KB
- 二級緩存：512 KB，全速
- 指令集：MMX，Extended 3DNow!，SSE，SSE2，SSE3，AMD64，Cool'n'Quiet，NX Bit，AMD Virtualization
- 插座：Socket AM2，2000 MHz HyperTransport (HT2000)
- 核心電壓 VCore: 0.8 / 1.25 / 1.35 / 1.40 V
- 功耗 (TDP)：最大 45 W
- 首次發表：2007年2月20日
- 時脈：1000 - 2400 MHz

## 外部連結
- AMD.com.cn - Athlon 64官方中文資料（页面存档备份，存于）